# Delfina Benigna da Cunha
Delfina Benigna da Cunha (São José do Norte, 17 de juny de 1791 — Rio de Janeiro, 13 d'abril de 1857) va ser una poeta brasilera. Se la va conèixer amb el malnom d'A Ceguinha (la Cegueta).
És tinguda com una figura destacada en les manifestacions fundadores de la literatura gaúcha, encara que la posició que ocupa en la historiografia literària sulina sigui avui perifèrica, ja que la crítica va relativitzar el seu valor artístic amb el transcurs del temps.

## Biografia
Va néixer en l'Estancia do Pontal, la casa pairal de la seva família, situada en São José do Norte. Delfina era filla de Joaquim Fernandes da Cunha, capità major de la guàrdia portuguesa, responsable per la guàrdia costanera i Maria Francisca de Paula i Cunha, sent la vuitena de nou fills.
Als vint mesos de vida, va perdre completament la visió, a causa d'una epidèmia de verola que va afligir la regió. Malgrat això, va rebre una sòlida educació, arrelada en la cultura clàssica i portuguesa, que va fer possible la seva formació intel·lectual.
Als dotze anys, ja estaria alfabetitzada i escrivint poemes, com Colcheia escrita aos doze anos de idade, extret del llibre Vozes Femininas da Poesia Brasileira que l'Estat de São Paulo va editar el 1959:
| «                          | (portuguès) A Natureza e o Amor Combatem minha razão. Até Júpiter, Senhor De tudo quanto há criado, Estreitamente é ligado À Natureza e Amor. Se este Deus, que é superior Vive sujeito à paixão: Como há de o meu coração Libertar-se deste mal, Se Amor com arma fatal Combate a minha razão? | (català) La Natura i l'Amor Lluiten contra ma raó. Fins a Júpiter, Senyor De tot el que ha creat, Estretament és lligat A la Natura i l'Amor. Si aquest Déu, que és superior Viu subjecte a la passió: Com haurà de, el meu cor, Deslliurar-se d'aquest mal, Si Amor amb arma fatal Combat la meva raó? | » |
| — Delfina Benigna da Cunha | | |   |

Amb la mort del pare, el 30 d'agost de 1825, Delfina da Cunha va perdre el seu suport financer, però va aconseguir obtenir una pensió vitalícia de l'emperador Pere I, en reconeixement dels serveis militars del seu pare, després de dedicar al monarca una lloa en forma de sonet, garantint, així, la seva supervivència.
Publicada el 1834, la seva obra d'estrena, Poesias offerecidas às senhoras rio-grandenses, va ser durant molt temps considerada, per historiadors i crítics, la primera obra a ser impresa en Rio Grande do Sul. No obstant això, posteriors investigacions de Domingos Carvalho da Silva van demostrar que va ser Maria Clemência da Silveira Sampaio qui ostenta aquest honor.
Quan la Revolució Farroupilha va irrompre el 1835, Delfina de la Cunha, que era monarquista, va partir cap a la capital, Rio de Janeiro, on va romandre fins a finals de 1845, quan finalitzà la guerra. La seva última obra de poesia, Coleção de várias Poesias dedicadas à Imperatriz Viúva, va ser llançada en 1846, per Laemmert.
El 1857 va morir a Rio, als seixanta i cinc anys d'edat.

## Homenatges
El seu nom és citat en el llibre Mulheres ilustres do Brazil (1899), d'Ignez Sabino, qui enalteix l'expressió del sentiment de la poeta.
L'any 1994, Stella Leonardos publica O romanceiro de Delfina, una novel·la històrica amb la poeta com protagonista.